# Sünching
Sünching ist ein Marktort und eine Gemeinde im Oberpfälzer Landkreis Regensburg in Bayern. Die Gemeinde gehört seit 1978 der Verwaltungsgemeinschaft Sünching an. 

## Geografie

### Geografische Lage
Die Gemeinde liegt an der Großen Laber im südlichen Landkreis Regensburg.

### Gemeindegliederung
Es gibt drei Gemeindeteile (in Klammern sind der Siedlungstyp und der Einwohnerstand 31. Dezember 2017 angegeben):
- Haidenkofen (Kirchdorf, 90)
- Hardt (Dorf, 75)
- Sünching (Pfarrdorf, 1962)
- Ziegelstadel (Einöde, 9) ist kein separater Gemeindeteil.

## Geschichte

### Frühe Geschichte
Sünching wird 773 erstmals urkundlich erwähnt. Das Adelsgeschlecht der Sünchinger ist von Mitte des 12. bis Mitte des 14. Jahrhunderts nachweisbar.
Nördlich der Straße Sünching – Geiselhöring liegt in einem Wäldchen eine sogenannte Römerschanze. Diese ist ein kreisrundes Gebilde mit etwa 15 Meter Durchmesser und einer Tiefe von 2 Meter. Der Bau stammt nicht aus der Römerzeit, sondern ist der Rest einer hoch- oder spätmittelalterlichen Turmstelle. Der Turm lag an einer Kreuzung der im Mittelalter bedeutsamen Fernstraße, nämlich der Ost-West verlaufenden sogenannten Ochsenstraße, die hier zusammentrifft mit einer NW-SO gerichteten Straße aus dem Regensburger Raum, die dann weiter nach Dingolfing zieht. Man kann annehmen, dass diese Befestigung am rechten Laberufer zum Zwecke der Verkehrsüberwachung errichtet wurde. Durch Steinraub sind die Mauerfundamente vollständig ausgehoben worden. Hinweise auf frühere Besitzer des Turms lassen sich nicht finden.

### Grafen von Seinsheim

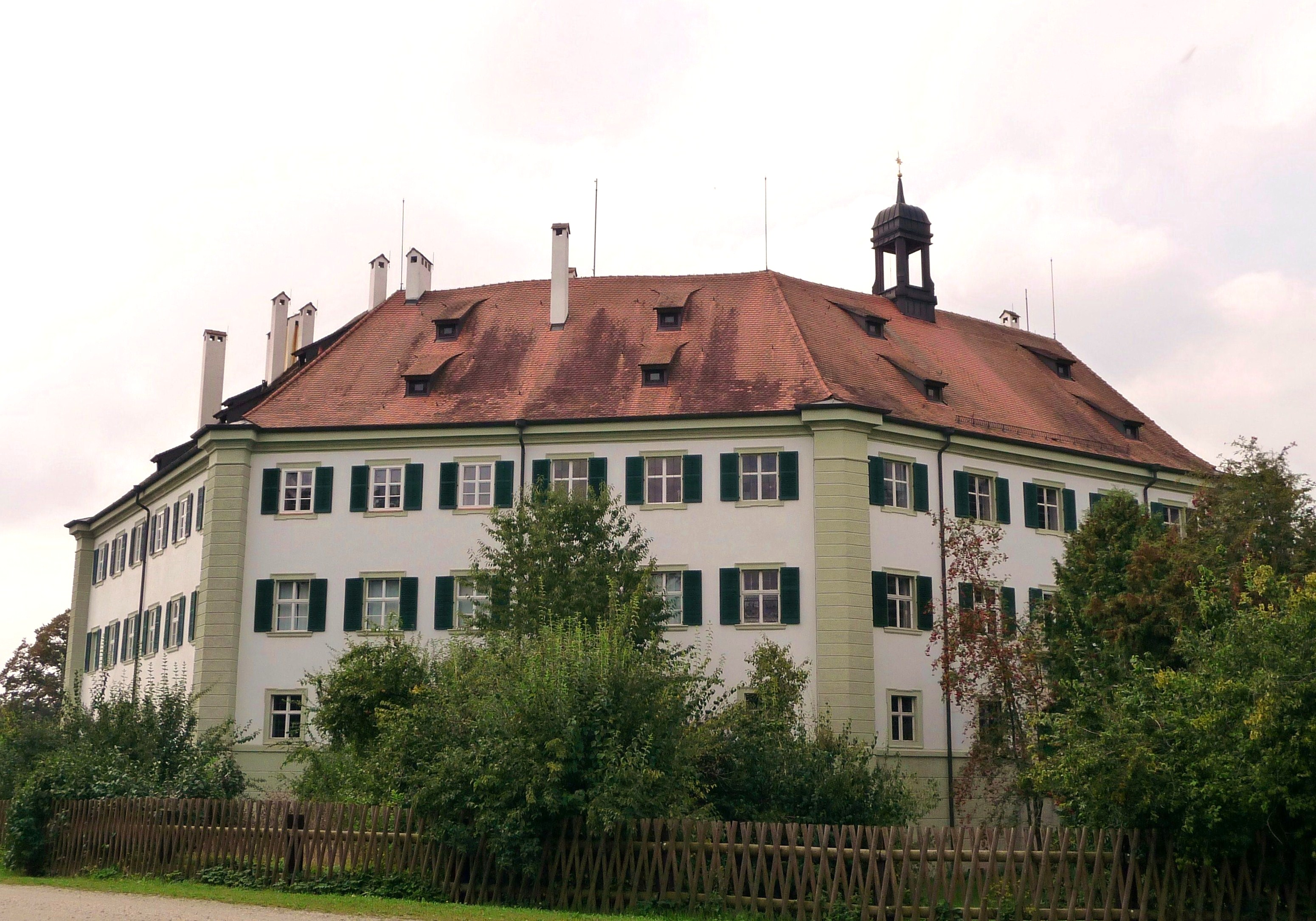
Schloss Sünching

Die Freiherrn, dann Grafen von Seinsheim residierten von 1573 bis 1958 auf dem Schloss Sünching. Durch Friedrich Ludwig Graf von Seinsheim zu Sünching erfolgte die unbefugte Benennung der Hofmark Sünching als Herrschaft. Im Jahre 1802 traten anstelle der Hofmarken in Bayern die Patrimonialgerichte. Ende März 1821 wurde den Grafen von Seinsheim in Sünching die Errichtung eines Patrimonialgerichts 1. Klasse genehmigt. Patrimonialgerichte erster Klasse wurden damals in Bayern äußerst selten verliehen. Sie beinhalteten sowohl die hohe als auch die niedere Gerichtsbarkeit, während die üblichen Patrimonialgerichte zweiter Klasse nur mit notariellen Befugnissen ausgestattet waren. Im Revolutionsjahr 1848 wurden alle Patrimonialgerichte aufgelöst.
Das Schloss ist ein Oktogon mit achteckigem, unregelmäßigen Innenhof, die Baugeschichte ist außergewöhnlich gut dokumentiert, es handelt sich um eine der schönsten Rokokoanlagen Süddeutschlands. Es wurde ununterbrochen von der Bauherrenfamilie bewohnt. Durch Erbschaft ging der Besitz von der letzten Seinsheim 1958 an den jetzigen Hausherrn, den Enkel Johann Carl Freiherrn von Hoenning O’Carroll über. Bei diesen O’Carroll handelt es sich um irische Kleinkönige aus Elly, Mittelirland. Über Nordamerika und Weimar gelangten diese nach Ungarn.
Eine gefürstete Seitenlinie der Seinsheimer besteht unter dem Namen Schwarzenberg noch fort.

### Gemeindebildung
Im Zuge der Verwaltungsreformen in Bayern entstand mit dem Gemeindeedikt von 1818 die heutige Gemeinde, die der Gerichtsbarkeit der Grafen von Seinsheim unterstellt war. Sie umfasste die Teilorte Sünching und Hardt. Die letzten Adelsvorrechte wurden in der Revolution 1848 aufgehoben.

### Eingemeindungen
Im Zuge der Gebietsreform in Bayern wurde am 1. Januar 1972 die Gemeinde Haidenkofen eingegliedert. Seit 1978 besteht die Verwaltungsgemeinschaft Sünching.

### Einwohnerentwicklung
Zwischen 1988 und 2018 wuchs die Gemeinde von 1675 auf 2186 um 511 Einwohner bzw. um 30,5 %.

## Politik
- FuW: 9
- CSU: 5

CSU einschließlich Parteilose Wähler

### Gemeinderat
Der Gemeinderat hat 14 Mitglieder. Bei der Kommunalwahl vom 15. März 2020 haben von den 1.740 stimmberechtigten Einwohnern in der Gemeinde Sünching, 1.178 von ihrem Wahlrecht Gebrauch gemacht, womit die Wahlbeteiligung bei 67,70 Prozent lag.

### Bürgermeister
Erster Bürgermeister ist seit 1. Mai 2014 Robert Spindler (FuW). Bei der Kommunalwahl vom 15. März 2020 wurde er mit 75,61 % wiedergewählt.

### Wappen
| Wappen von Sünching | Blasonierung: „In Silber unter einem obergezinnten blauen Sparren ein aus dem unteren Schildrand wachsender blauer Eberrumpf.“ |
| Wappen von Sünching | Das Wappen wird seit 1969 geführt.                                                                                             |

## Kultur und Sehenswürdigkeiten

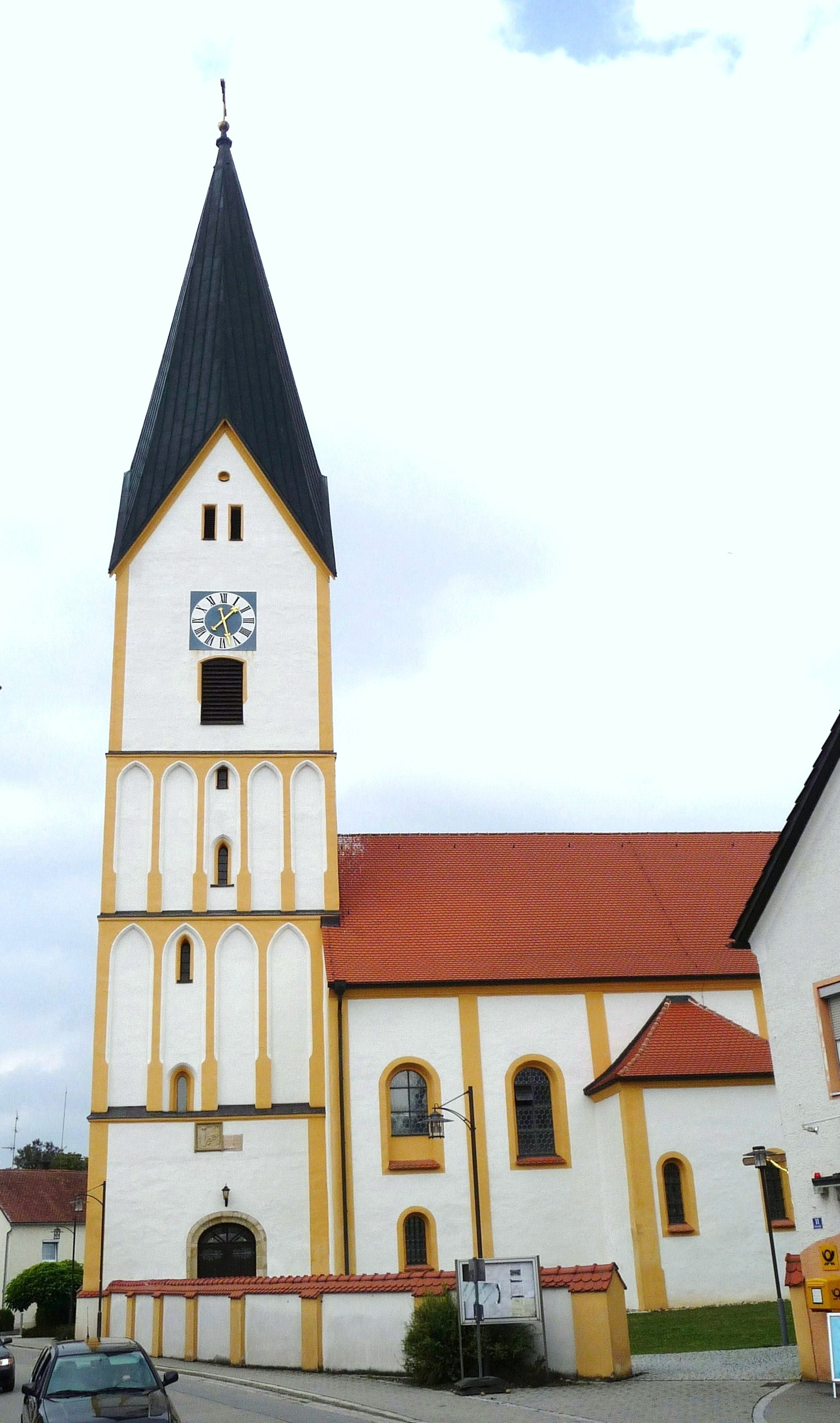
Die Pfarrkirche St. Johannes Baptist

### Bauwerke
- Schloss Sünching: Das erste Schloss wurde wohl im 12./13. Jahrhundert vom Geschlecht der Sünchinger erbaut, erstmals erwähnt wurde es 1395. Joseph Franz von Seinsheim ließ 1758 vom damaligen Münchner Hofbaumeister Francois de Cuvilliés dem Älteren die heutige oktogonale Wasserburg erbauen. Nach dem Tod der letzten Gräfin Seinsheim kam es in den Besitz ihres Enkels, des Freiherrn von Hoenning O’Carroll. Das Schloss wird seitdem von ihm und seiner Familie bewohnt.
- Pfarrkirche Sünching: Die heutige Kirche St. Johannes Baptist stammt von 1700, der 58 Meter hohe Turm mit Helmdach ist 200 Jahre älter und stammt von einem der Vorgängerbauten. Ein Stifterwappen am Turm weist Joachim von Stauf Freiherr zu Ehrenfels als Stifter des 1502 vollendeten Vorgängerbaus aus. Aber auch schon 1148 wird eine Sünchinger Kirche als Nebenkirche des Klosters Niederalteich erwähnt. Chor mit Kreuzjoch und dreiseitigen Kappenschluss. Das Langhaus besitzt eine Spiegeldecke. Der im 20. Jahrhundert geplante Neubau wurde durch das Patronat verhindert. Die Kapellen zeigen Stuckaturen vom Anfang des 18. Jahrhunderts. Unter der Kirche befindet sich die Gruft der Seinsheimer.

### Museum
- Heimatmuseum: In ehemaligen Bunkern eines Munitionsdepots werden komplette Wohnungen aus der Zeit um 1880, 1900, 1930 und 1960 gezeigt. Anschaulich geht man auf Zeitreise beim Wechsel der deutschen Wohnkultur. In 15 Bunkern können 25 Museumsräume besichtigt werden. So gibt es beispielsweise eine Waschküche, Speisekammer, ein Krankenzimmer und ein Wanderkino.

## Wirtschaft und Infrastruktur
In Sünching gibt es eine gut ausgebaute Infrastruktur mit zahlreichen Dienstleistungs-, Handels- und Handwerksbetrieben.

### Verkehr
- Bahnhof Sünching an der Bahnstrecke Passau–Obertraubling

### Öffentliche Einrichtungen
- Wertstoffhof
- Bauschuttdeponie
- Sandgrube
- Gemeindebücherei
- Kindergarten
- Kinderkrippe
- Vereins- und Jugendhaus
- Kläranlage

### Bildung
(Mitglied des Schulverbands Sünching)
- Grundschule Sünching
- Mittelschule Alteglofsheim
- Montessorischule Sünching

### Medien
In der Gemeinde erscheint das Straubinger Tagblatt und die Mittelbayerische Zeitung sowie das Regensburger Wochenblatt, eine Ausgabe der Wochenblatt Verlagsgruppe.
Im Gemeindegebiet können neben den überregionalen Programmen auch die Radiosender Radio Charivari, Radio Gong FM, Radio AWN und der regionale Fernsehsender TVA empfangen werden.

## Persönlichkeiten

### Ehrenbürger
- 2013: Willibald Zölch, Oberamtsrat a. D.
- 2016, 6. Januar: Erwin Rist, Gemeinderat 1984–1996, Erster Bürgermeister 1996–2014, Altbürgermeister

### Söhne und Töchter der Gemeinde
- Georg Edler von Silberhorn (1782–1854), Jurist und Ehrenbürger von Augsburg
- Konrad Wolf (* 1962), Physiker, Professor und Politiker (SPD)